# Clàudia Antònia
Antònia (en llatí Antonia i de vegades Claudia Antonia) va ser una dama romana, filla de l'emperador Claudi i de la seva segona esposa Èlia Petina. Els seus pares es van divorciar quan va néixer.
Es va casar amb Gneu Pompeu, fill de Marc Licini Cras Frugi i descendent de Pompeu Magne. I en segones núpcies amb Faust Corneli Sul·la, mig germà de Valèria Messalina i descendent de Marc Antoni.
L'emperador Neró va voler casar-se amb ella després de la mort de la seva segona esposa esposa Popea Sabina. Antònia va rebutjar la proposta i Neró va ordenar executar-la l'any 66, acusant-la de participar en la conjura de Gai Calpurni Pisó. Segons diu Tàcit, traient-li credibilitat, estava previst que acompanyaria a Pisó als allotjaments de la guàrdia pretoriana per mostrar el seu recolzament a la conjura.